# Uloborus khasiensis
Uloborus khasiensis là một loài nhện trong họ Uloboridae.
Loài này thuộc chi Uloborus. Uloborus khasiensis được Benoy Krishna Tikader miêu tả năm 1969.